# Bernardo Schiavuzzi
Dr. Bernardo Schiavuzzi (Piran, 1849. – Pula, 27. travnja 1929.), istaknuti istarski liječnik i polihistor.
Rodom je iz Pirana, a u Pulu je doselio 1894. godine i tu boravio do svoje smrti. Studirao je medicinu u Grazu. Službovao je kao liječnik u Poreču i Puli. Između ostalog, bavio se medicinom, ornitologijom, poviješću, arheologijom i etnografijom Istre.
Značajan je njegov doprinos liječenju i istrebljenju malarije u Istri. Na tom polju surađivao je sa znanstvenikom Camillom Golgijem.
Bio je jedan od najistaknutijih kulturnih djelatnika u Istri početkom 20. stoljeća. Osnivač je Arheološkog muzeja u Puli. Za te zasluge jedna je ulica u Puli nazvana njemu u čast, Schiavuzzijev prilaz.

## Vanjske poveznice
- Djelomičan popis radova[neaktivna poveznica]
- Članak na istrianet.org
- Članak na Istrapediji
- Članak u dnevniku Glas Istre